# Perazin
Perazin (Handelsname: Taxilan, Hersteller: Lundbeck) ist ein Arzneistoff aus der Gruppe der Phenothiazine und wird als mittelpotentes Neuroleptikum zur Behandlung von Psychosen eingesetzt. Perazin hat neben einem mittelstarken antipsychotischen auch einen deutlichen psychomotorisch dämpfenden Effekt; es wirkt ausgeprägt sedierend, schlafanstoßend und vegetativ beruhigend.

## Geschichte
Perazin wurde 1957 unter dem Namen Taxilan auf den deutschen Markt gebracht. Es verdrängte das ältere Chlorpromazin. Der Erfolg von Taxilan blieb jedoch auf West-Deutschland beschränkt. In den USA wurde es nie eingeführt. Der Grund für diesen Unterschied ist bisher nicht erforscht.
Im Jahr 2016 stellte die Firma Lundbeck den Vertrieb von Taxilan aus wirtschaftlichen Überlegungen ein. Ein Generikum ist unter dem Produktnamen Perazin-neuraxpharm verfügbar.

## Indikationen
Perazin ist zugelassen zur Anwendung bei akuten psychotischen
Syndromen mit Wahn, Halluzinationen, Denkstörungen und Ich-Störungen. Weitere Einsatzgebiete sind katatone Syndrome, chronische (endogene und exogene) Psychosen, maniforme Syndrome und Erregungszustände.
Neben der Indikation bei psychotischen Zuständen findet zudem die Gabe bei ausgeprägter Aggressivität und Agitation statt.

## Wirkmechanismus
Perazin blockiert wie alle Phenothiazine den D2-Rezeptor und darüber hinaus noch Noradrenalin- und Histamin-Rezeptoren. Darüber hinaus besteht eine ausgeprägte anticholinerge Komponente.
Die Plasmahalbwertszeit beträgt zwischen 7,5 und 16 Stunden.
Perazin ist ein Inhibitor von CYP1A2, daher ist Vorsicht in der Kombinationsbehandlung geboten.

## Nebenwirkungen
Häufige Nebenwirkungen sind (übermäßige) Sedierung, extrapyramidal-motorische Störungen (EPMS) mit Früh- und Spätdyskinesien, Akathisien und Parkinson-ähnliche Symptome. Außerdem können Hypotonie, Erhöhung der Leberenzyme, Blutbildveränderungen (z. B. Agranulozytose), Erhöhung des Prolaktinspiegels mit Gynäkomastie oder Galaktorrhoe und medikamenteninduzierte Depression auftreten.
Die auch bei vielen anderen Neuroleptika vorhandene anticholinerge Wirkkomponente von Perazin kann unter anderem delirante Syndrome verursachen, besonders wenn gleichzeitig trizyklische Antidepressiva eingenommen werden. Aufgrund der anticholinergen Wirkung bestehen Anwendungsbeschränkungen unter anderem für Menschen mit Engwinkelglaukom, Prostatahypertrophie und Pylorusstenose.

## Darreichungsformen
Perazin liegt in Form von Tabletten zum Einnehmen vor.